# Notaresco
Notaresco (Nutaràsche in dialetto teramano, Nutaròsche in dialetto notareschino) è un comune italiano di 6 354 abitanti della provincia di Teramo in Abruzzo. Il centro del paese è un borgo medioevale, arroccato su una collina.

## Storia

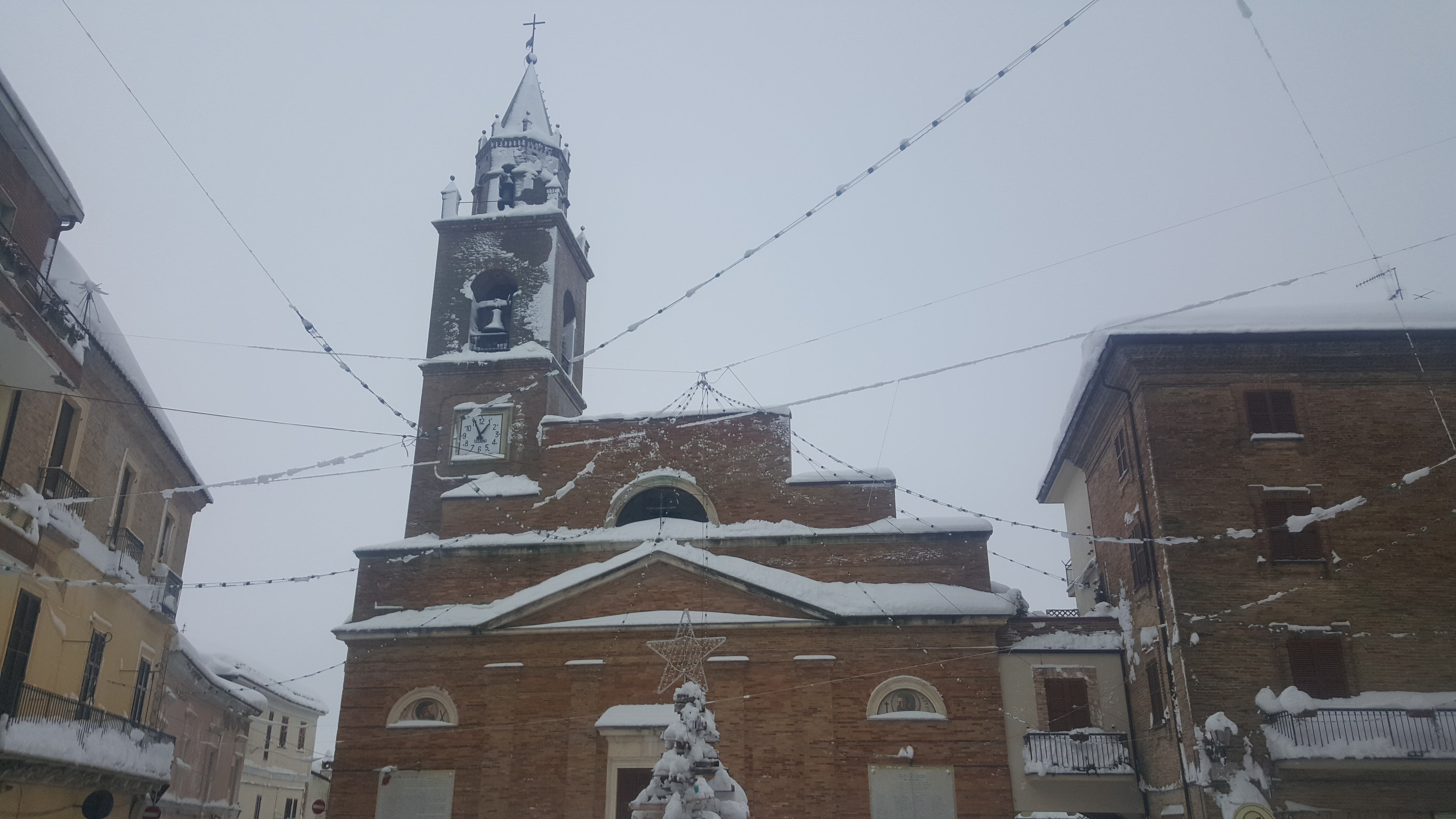
Chiesa dei santi Pietro e Andrea

Gli edifici documentano l'esistenza della città nei primi secoli dell'era cristiana. La struttura urbana è tipica di un insediamento medievale, con mura spesse e finestre alte e strette. Dal XIV secolo al 1757 Notaresco fu sotto il dominio della famiglia Acquaviva di Atri.
Dopo l'ingresso dell'Italia nella seconda guerra mondiale nel giugno del 1940, il regime fascista istituì il campo di internamento di Notaresco presso casa Mazzarosa (via Borgo n. 14) e casa Carusi (via Giardino n. 14), in cui furono concentrati cittadini ebrei stranieri e apolidi e dal 1942 anche partigiani dalmati e istriani. Il campo di concentramento venne chiuso nel giugno del 1944.

## Monumenti e luoghi d'interesse

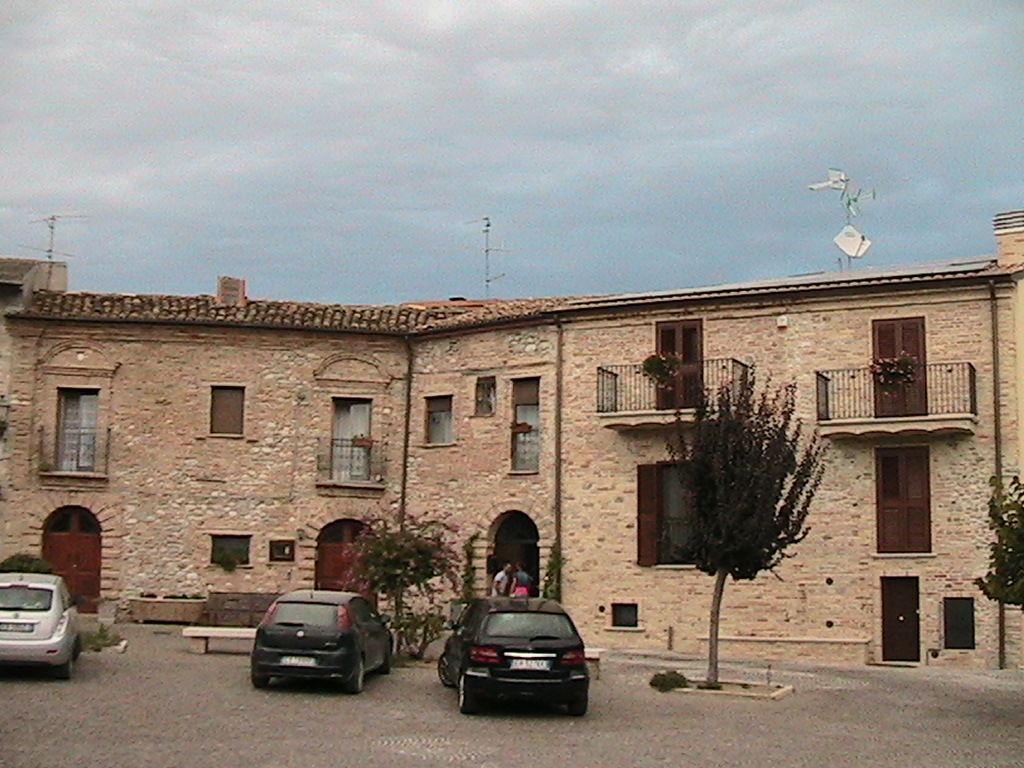
Il centro storico della frazione Guardia Vomano

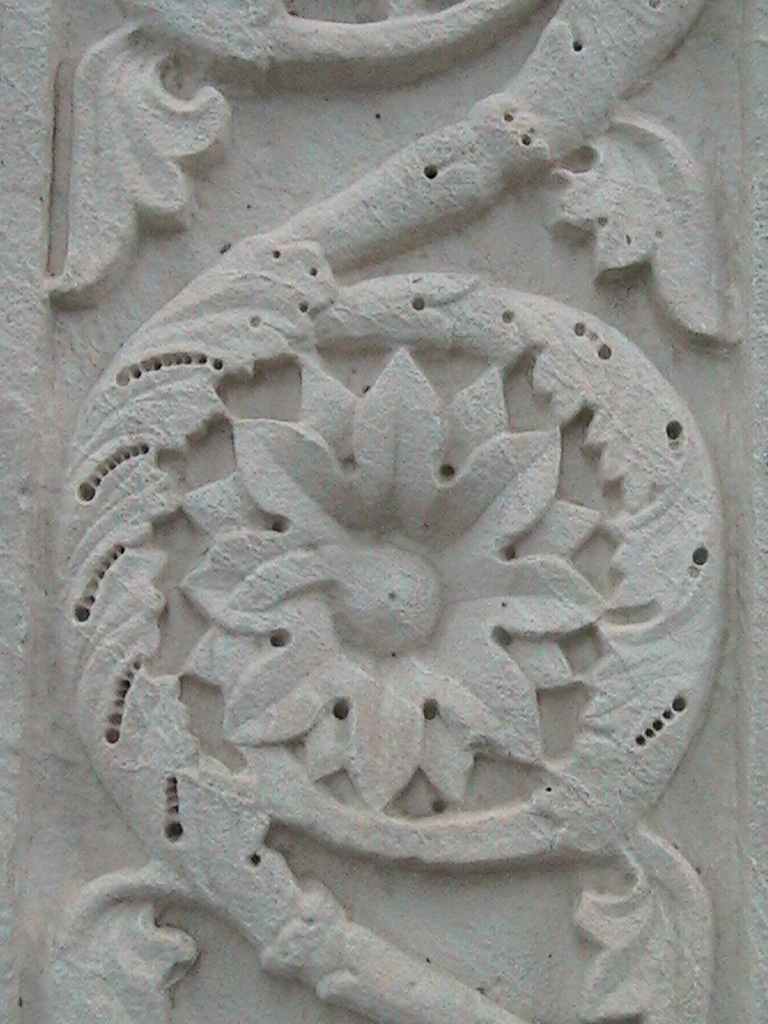
Rilievo del portale dell'abbazia di san Clemente al Vomano

- Chiesa di San Clemente al Vomano, edificio religioso di arte romanica dalle semplici caratteristiche architettoniche, noto per il ricco portale della facciata e per custodire al suo interno lo stupendo ciborio considerato tra i più antichi e monumentali d'Abruzzo. La chiesa, che fu di proprietà dei monaci benedettini, appartenne al complesso abbaziale omonimo fondato nel IX secolo presumibilmente per volere di Ermengarda, madre dell'imperatore Ludovico III.
- Museo archeologico "G. Romualdi". Contiene i reperti archeologici rinvenuti nel territorio di Notaresco risalenti alla preistoria: periodo neolitico (IX millennio a.C.), e protostoria, età del bronzo, età del ferro, fino a risalire al periodo italico e poi romano.
- Resti di una ricca villa italico-romana (circa 3 ettari) in località Grasciano.
- Resti consistenti di un grande centro di produzione di vino olio e garum, del periodo italico-romano, nella piana dei Cesari, al confine del comune di Morro d'Oro.
- Chiesa e convento di Sant'Antonio Abate dei secoli IX-X al confine con il comune di Morro d'Oro. Della chiesa è rimasta solamente la facciata che è visibile all'interno della piccola cappella attuale. Il convento (attualmente abitato) è stato recuperato grazie all'intervento privato.
- Chiesa dei Santi Pietro e Andrea, centro storico di Notaresco (interno barocco); dopo recenti lavori post-terremoto sono apparse tracce della prima chiesa romanica visibili nei paramenti esterni di facciata, quasi certamente dei secoli IX -X. Come tutte le chiese del territorio fu distrutta più volte dai barbari, saraceni e pirati illirici.
- Palazzo Acquaviva duchi di Atri, attuale sede del Municipio.
- La "neviera" nel centro storico, nella zona Civitello (prop. Candelori), visitabile. Probabilmente è un rifugio preistorico perché nelle immediate vicinanze (palazzo baronale ex casa Moretti e casa Di Sabatino) sono stati rinvenute due stazioni pre-protostoriche.
- Chiesa del Carmine, struttura romanica ed interno del secolo XVI, controsoffitto dipinto del secolo XVII (visitabile). L'edificio confinante delle vecchie carceri ospitava un piccolo convento di suore.
- Chiesa di San Rocco (Santa Lucia) probabilmente l'impianto è molto antico, a fianco c'era la porta di ingresso a nord alla città.
- Edificio della famiglia Mazzarosa Devincenzi, costruito in più fasi, dove nacque Giuseppe Devincenzi, senatore e ministro dell'Italia ottocentesca. Grande studioso, fu il precursore dell'aratura meccanica dei terreni, impiantò i primi vigneti specializzati, brevettò anche diversi sistemi per la lavorazione delle uve, la diraspatrice, il montacarichi a contrappesi, visibili nell'antica cantina di Roseto degli Abruzzi, lato nord, presso la villa omonima che divenne anche una stazione ferroviaria della linea adriatica.

## Società

### Evoluzione demografica
Abitanti censiti

### Etnie e minoranze straniere
Al 31 dicembre 2019 gli stranieri residenti a Notaresco sono 315, pari al 4,77% della popolazione.
Le nazionalità maggiormente rappresentate sono:
- Albania 125
- Romania 63
- Macedonia del Nord 30

## Infrastrutture e trasporti

### Strade
Il centro abitato è attraversato dalla strada statale 553 di Atri.

### Ferrovie
Il comune è servito dalla stazione di Notaresco, sita nel territorio di Mosciano Sant'Angelo.

## Amministrazione
| Periodo | Periodo   | Primo cittadino            | Partito                            | Carica                  | Note |
| ------- | --------- | -------------------------- | ---------------------------------- | ----------------------- | ---- |
| 1946    | 1951      | Achille Di Pietro          | Democrazia Cristiana               | Sindaco                 |      |
| 1951    | 1956      | Achille Di Pietro          | Democrazia Cristiana               | Sindaco                 |      |
| 1956    | 1956      | Romolo Di Gregorio         | Partito Comunista Italiano         | Sindaco                 |      |
| 1956    | 1960      | Giulio Bocci               | Democrazia Cristiana               | Sindaco                 |      |
| 1960    | 1964      | Giulio Bocci               | Democrazia Cristiana               | Sindaco                 |      |
| 1964    | 1967      | Romolo Di Gregorio         | Partito Comunista Italiano         | Sindaco                 |      |
| 1967    | 1973      | Marino Saccomandi          | Partito Socialista Italiano        | Sindaco                 |      |
| 1973    | 1975      | Giovanni Di Giovannantonio | Partito Comunista Italiano         | Sindaco                 |      |
| 1975    | 1978      | Felice Di Gregorio         | Partito Comunista Italiano         | Sindaco                 |      |
| 1978    | 1983      | Felice Di Gregorio         | Partito Comunista Italiano         | Sindaco                 |      |
| 1983    | 1988      | Felice Di Gregorio         | Partito Comunista Italiano         | Sindaco                 |      |
| 1988    | 1993      | Cesare D'Alessandro        | Partito Comunista Italiano         | Sindaco                 |      |
| 1993    | 1997      | Luigi Di Sabatino          | Partito Democratico della Sinistra | Sindaco                 |      |
| 1997    | 2001      | Luigi Di Sabatino          | Partito Democratico della Sinistra | Sindaco                 |      |
| 2001    | 2002      | Leo Capone                 | lista civica                       | Sindaco                 |      |
| 2002    | 2003      | Giovanni Incurvati         |                                    | Commissario prefettizio |      |
| 2003    | 2008      | Valter Catarra             | centro-destra                      | Sindaco                 |      |
| 2008    | 2013      | Valter Catarra             | lista civica Per Notaresco         | Sindaco                 |      |
| 2013    | 2018      | Diego Di Bonaventura       | lista civica Notaresco popolare    | Sindaco                 |      |
| 2018    | 2023      | Diego Di Bonaventura       | lista civica Notaresco popolare    | Sindaco                 |      |
| 2023    | in carica | Antonio Di Gianvittorio    | lista civica Avanti Notaresco      | Sindaco                 |      |

### Gemellaggi
- Płońsk, dal 2008[senza fonte]

## Sport

### Calcio
La squadra di calcio del paese è il Notaresco Calcio 1924 e attualmente milita nel girone F della Serie D. Sin dalla fondazione i colori sociali sono il rosso e il blu. Il simbolo, ripreso dallo stemma comunale, è il toro. Ha vinto 2  Coppe Italia Dilettanti Abruzzo rispettivamente nel 1999 e nel 2001. In passato ha militato principalmente in Promozione e in Eccellenza Abruzzo. Gioca le sue partite presso lo stadio “Vincenzo Savini” di Notaresco.
Nella frazione Guardia Vomano è presente un’altra società calcistica, il Real C. Guardia Vomano, militante nel girone A della Promozione.

### Pallacanestro
In passato era attiva anche una squadra di pallacanestro che partecipava a tornei organizzati dal regime fascista. L’attività è cessata nel 1939, allo scoppio della Seconda Guerra Mondiale.